# Jardín botánico Fundación Sales
La Fundación Sales es el único jardín botánico de la ciudad de Vigo. Se trata de un Arboretum, es decir, un compendio de diversas especies de árboles de todos los rincones del mundo, aunque su colección incluye todo tipo de especies vegetales.

## Historia
El jardín era propiedad del arquitecto y paisajista Francisco de Sales Covelo. A su muerte, sus allegados crearon la Fundación que recibe su nombre y que se encarga del cuidado y ampliación de su legado. En los cerca de 7000 metros cuadrados que ocupa la propiedad se encuentra la antigua casa de Sales Covelo, que actualmente es la sede de la Fundación.

## Especies vegetales
La fundación posee algunas joyas del mundo vegetal:
- Wollemia nobilis: árbol que se creyó extinguido y sólo se conocía en forma fósil hasta el año 1994, cuando se redescubrió en la costa de Australia. El ejemplar del jardín fue donado por un colaborador inglés en el año 2011.[3]
- Victoria cruziana: planta acuática natural del río Paraná. Es el único ejemplar existente en España, procedente de unas semillas donadas por el Real Jardín Botánico de Kew en Londres.[5][6][7][8][9]

## Organización
- Presidente: Alberto Casal Rivas
- Vicepresidente: Alfonso Paz Andrade
- Secretario: Francisco Rodríguez Vidales
- Director botánico: Oliver Weiss[3]